# 킥오프 미팅
킥오프 미팅(Kickoff meeting)은 프로젝트 팀과 고객과의 처음 가지는 모임(미팅)이다. 통상 그 프로젝트와 기타 프로젝트 계획 입안에 필요한 기본요소들을 확정하게 된다.

## 같이 보기
- 프로젝트 관리